# 1663 год в литературе

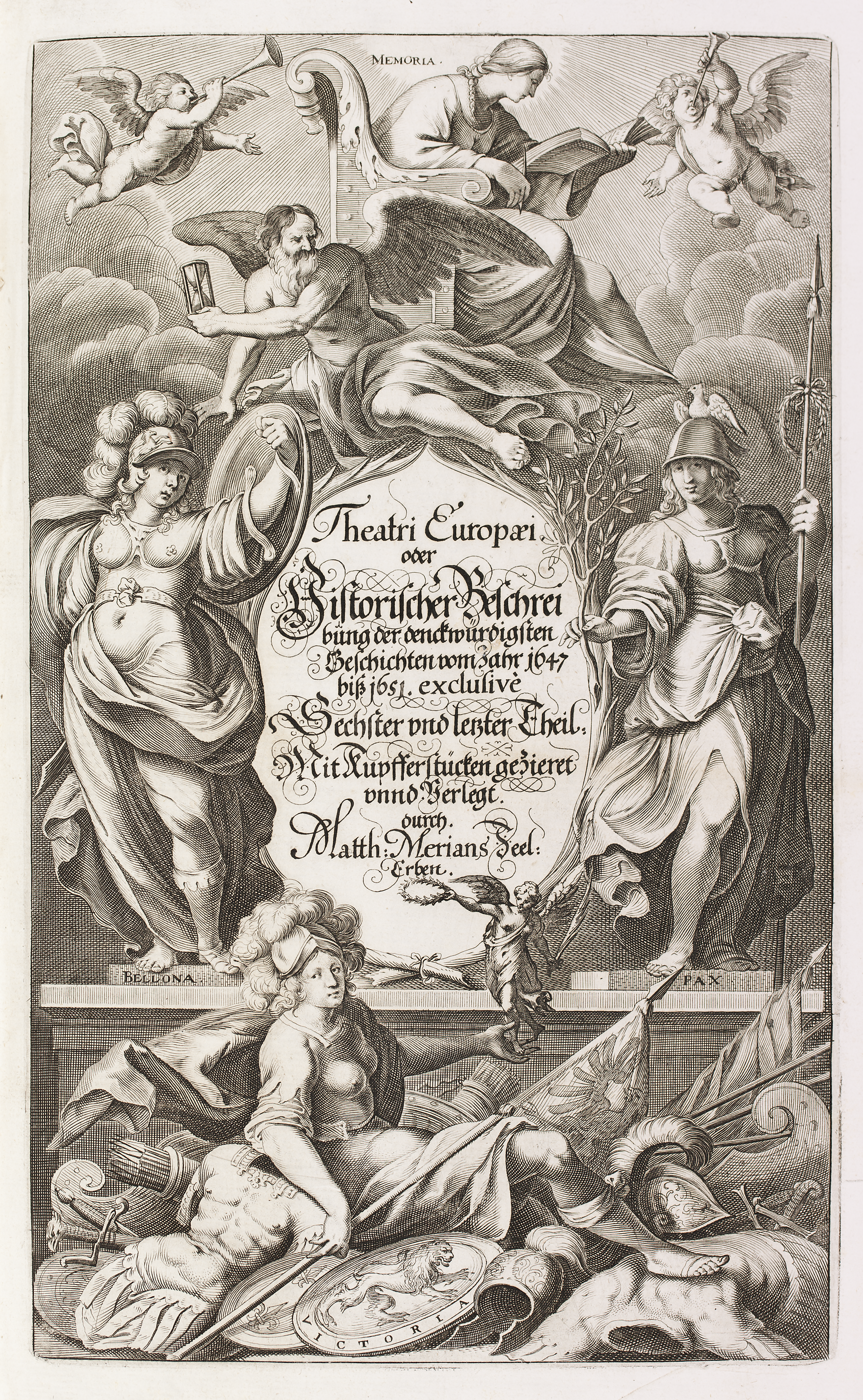
Заглавная страница книги Иоганна Шрёдера «Boken Theatri Europæi», 1663

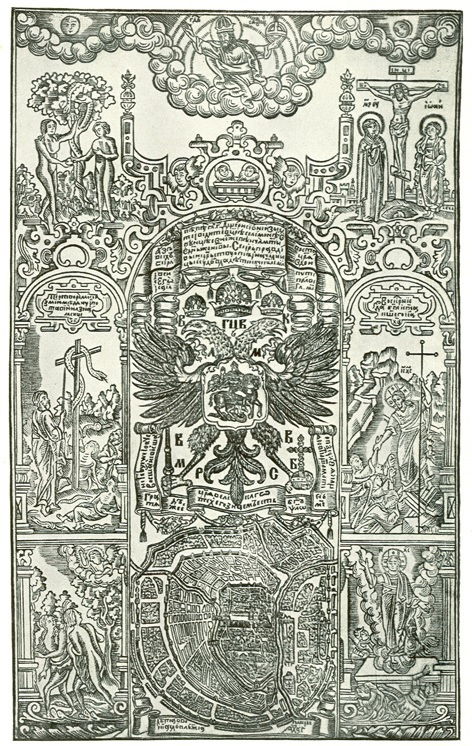
Заглавная страница «Московской Библии» Патриарха Никона.1663

## События
- 20 ноября — Декрет инквизиции о внесении шести книг Паскаля в индекс.
- Основана французская Академия надписей и изящной словесности.
- Вьетнамский князь Чинь Так повелел составить «47 статей об обучении словесности». Повелено собрать «вредные книги» на номе и сжечь.
- Джон Драйден стал одним из первых членов Лондонского королевского общества.
- Кальдерон был назначен личным духовником короля Испании Филиппа IV (королевским капелланом)

## Книги и пьесы
- Издана Индейская Библия Элиота
- Комедии Мольера «Критика «Школы жён»» и «Версальский экспромт».
- Мигель де Барриос издал «Flor de Apolo», стихотворный сборник, включающий децимы, 62 сонета и три комедии: «Pedir favorol contrario», «El canto junto al encanto» и «El espanjol de Oran»

## Родились
- 6 января — Генрих Ансельм фон Циглер унд Клиппгаузен (умер в 1696).
- 12 февраля — Коттон Мэзер, американский проповедник, писатель и памфлетист, публицист, эссеист (около 450 сочинений), оказавший значительное влияние на американскую политическую мысль XVIII века, а также на американскую литературу (умер в 1728).
- 6 марта — Фрэнсис Аттербери, английский епископ Рочестерской епархии, проповедник, политик, писатель, переводчик (умер в 1732).
- 22 марта — Август Герман Франке, немецкий богослов, духовный писатель (умер в 1727).
- 8 августа — Жак Моро де Бразе, французский мемуарист (умер в 1723).
- 20 августа — Амалия Вильгельмина Кёнигсмарк, шведская актриса и поэтесса (умерла в 1740).
- 28 августа — Даниэль Крман, словацкий мемуарист, издатель, переводчик (умер в 1740).

## Без точной даты
- Жак Адан, французский литератор и переводчик (умер в 1735).
- Арни Магнуссон, исландский учёный, исследователь и собиратель старо-исландских рукописей (умер в 1735).
- Кожаберген-жырау, казахский акын (умер в 1763).
- Джованни Крешимбени, итальянский поэт и историк литературы (умер в 1728).
- Жан Батист Лаба, французский миссионер и путешественник, писатель (умер в 1738).
- Джордж Степни, английский поэт (умер в 1707).
- Толе-би, казахский поэт (умер в 1756).

## Скончались
- 15 февраля — Антониу Барбоза Баселар, португальский писатель и поэт (родился в 1610).
- 23 марта — Якуб Михаловский, польский мемуарист и библиофил (родился в 1612).
- 22 октября — Готье Ла Кальпренед, французский романист (родился в 1582).

## Без точной даты
- Майолино Бизаччони, итальянский историк и писатель (родился в 1609).
- Теймураз I, царь Кахетии, поэт (родился в 1589).
- Антонио Энрикес Гомес, испанско-португальский поэт, драматург, прозаик (родился в 1601).